# وگارد هگم
وگارد هگم (نروژی: Vegard Heggem؛ زادهٔ ۱۳ ژوئیهٔ ۱۹۷۵) بازیکن سابق فوتبال اهل نروژ است.
وی در تیم ملی فوتبال نروژ ۲۰ بازی انجام داده‌است و عضو این تیم در جام جهانی فوتبال ۱۹۹۸ بوده‌است.